# Makarius Veliký
Svatý Makarius Veliký či Makarius Egyptský (Macarius Magnus, †390), poustevník, je světcem katolické i pravoslavné církve.

## Život
V mládí byl Makarius pastevcem. Toužil po samotě s Bohem, což jej vedlo k tomu, že se ve třiceti letech stal poustevníkem v Horním Egyptě. Jako poustevník si živobytí obstarával pletením košů. Velký důraz kladl na pokoru a chudobu.
Když mu bylo čtyřicet, byl vysvěcen na kněze a stal se představeným mnišské komunity v Thebaidě. V té době legendy uvádí, že začal konat zázraky a mít jakýsi vhled do budoucna.
Proslul tím, že z každé nahodilé situace dokázal vyvodit nějaké poučení. Za vlády císaře Valensa, který vyznával Ariánskou herezi, byl Makarius nucen odebrat se do vyhnanství. Místem jeho vyhnanství se stal jeden egyptský ostrov, který Makarius dokázal obrátit na křesťanskou víru. Z tohoto vyhnanství se po čase mohl vrátit. Dochovalo se několik jeho spisů.
Devět dní předem dle legend předpověděl svou smrt. Jeho ostatky jsou dnes v Amalfi v Itálii.

## Citáty
- Nic jsme si na svět nepřinesli a nic si z něj neodneseme.
- Zlé slovo dělá i dobré zlými, ale dobré i zlé činí dobrými.